# Mertensova funkce

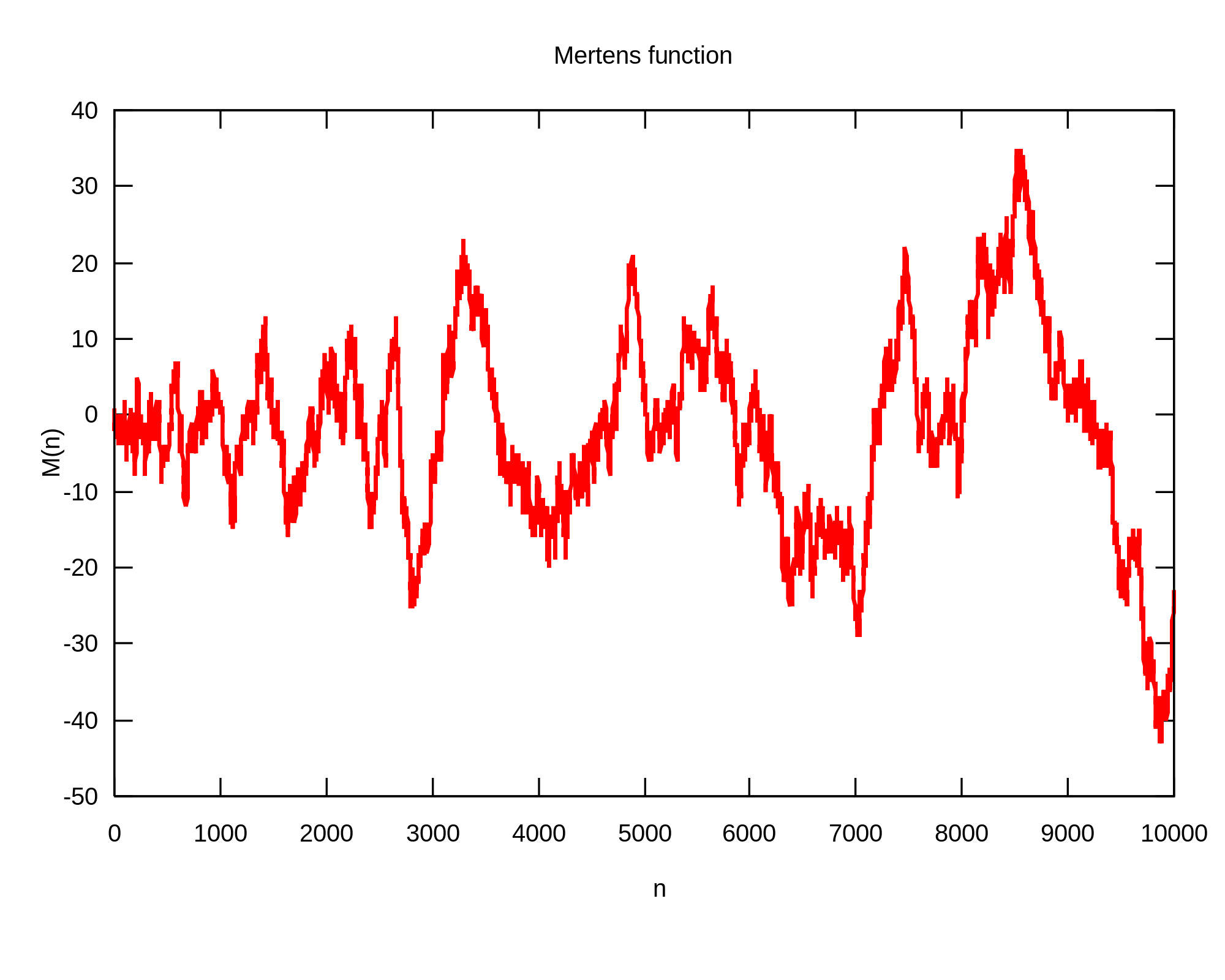
Mertensova funkce do n = 10 000

Mertensova funkce je funkce v teorii čísel, která je pojmenována po pruském matematikovi Franzu Mertensovi a definována pro všechna přirozená čísla n a k jako
{\displaystyle M(n)=\sum _{k=1}^{n}\mu (k),}
kde μ(k) je Möbiova funkce. M(n) je tedy rozdíl počtu bezčtvercových celých čísel menších nebo rovných n, které mají sudý počet prvočíselných dělitelů, a těch, které jich mají lichý počet.
Mertensova funkce nabývá kladných i záporných hodnot a kladné i záporné přírůstky se objevují chaotických způsobem. Nabývá hodnoty nula pro hodnoty n:
2, 39, 40, 58, 65, 93, 101, 145, 149, 150, 159, 160, 163, 164, 166, 214, 231, 232, 235, 236, 238, 254, ...